# Simone Decker
Simone Decker (* 1968 in Esch-sur-Alzette) ist eine luxemburgische Künstlerin und war Professorin für Künstlerische Konzeptionen/Kunst und Öffentlicher Raum an der Akademie der Bildenden Künste Nürnberg.

## Leben und Werk
Decker studierte ab 1988 bis 1993 an der Ecole des Arts Décoratifs, Straßburg, sowie ab 1992/93 als Gaststudentin an der Städelschule in Frankfurt am Main. Sie lebt und arbeitet in Frankfurt am Main.

## Ausstellungen (Auswahl)
- 1998: 8 × 8 × 8, Kunstverein Frankfurt, Frankfurt am Main
- 1999: Chewing and folding in Venice, 48. Biennale di Venezia, Beitrag für Luxemburg
- 2001: Frankfurter Kreuz, Schirn Kunsthalle Frankfurt, Frankfurt am Main
- 2001: Under Pressure, Swiss Institute, New York
- 2002: subréel, Musée d’art contemporain, Marseille
- 2008: my generation III, Kunstverein Familie Montez, Frankfurt am Main

## Auszeichnungen (Auswahl)
- 2003/2004: Arbeitsstipendium New York der Hessischen Kulturstiftung
- 2008: Arbeitsstipendium der Stiftung Kunstfonds Bonn